# 蒋殷
蒋殷（?—?），後梁人。
早年失父，随母至河中节度使王重盈家，重盈見他可憐，收為養子。宣武军节度使朱全忠感念王重盈弟王重荣之旧恩，提拔為宣徽院副使。后朱全忠控制朝廷，图谋篡位，枢密使蒋玄晖、太常卿張廷範、宰相柳璨认为天下未定不宜过急，朱全忠不悦。蒋殷和同僚赵殷衡素来与蒋、张不和，就诬告蒋玄晖、张廷範、柳璨与唐哀帝母何太后图谋复兴唐室，朱全忠遂杀蒋玄晖，废枢密使，以蒋殷为宣徽使，赵殷衡为副。蒋殷、赵殷衡又诬告蒋玄晖与何太后私通，朱全忠遂密令蒋殷和赵殷衡缢杀何太后于其住所积善宫，迫哀帝下诏称其系因秽乱宫闱自杀谢罪；并贬杀张廷範、柳璨。
蒋殷与朱全忠庶子郢王朱友交好。朱友珪篡位後，命蒋殷为徐州节度使。朱友珪被杀后，朱全忠嫡子均王朱友贞继位，派其兄弟福王朱友璋代蒋殷为节度使，蒋殷据徐州谋乱，郓州节度使牛存节、刘鄩攻徐州，蒋殷求援于淮南，杨溥遣朱瑾救援，卻被刘鄩击破。王重盈子感化节度使王瓒为免受到牵连，告发蒋殷非王氏子。贞明元年春天，城陷，蒋殷举族自焚死。梁军寻獲尸骨，砍下人头送往汴梁。

## 延伸阅读
[在维基数据编辑]
 《舊五代史/卷13》，出自薛居正《舊五代史》
 《新五代史·卷43》，出自歐陽修《新五代史》